# ایجلو
ایجلو (به هلندی: Agelo) یک منطقهٔ مسکونی در هلند است که در افریسل واقع شده‌است.

## خصوصیات
ایجلو ۳۸۰ نفر جمعیت دارد.